# بچه کوالا
بچه کوالا (به انگلیسی: Koala Kid) یک فیلم پویانمایی در سبک کمدی به کارگردانی کیونگ هو لی است که در ۱۲ ژانویه ۲۰۱۲ در کره جنوبی منتشر شد. بازیگران دوبله انگلیسی متشکل از راب اشنایدر، برت مک‌کنزی، فرانک ولکر، ایوان استراهاوسکی، الن کامینگ، تیم کوری و ادگرلی هستند.
این فیلم در باکس آفیس کره جنوبی ۴٫۶ میلیون دلار فروخته‌است.

## دنباله
طبق گزارش بانک اطلاعات اینترنتی فیلم‌ها، دنباله‌ای به نام «Outback 2: The Rises of Big Cats» در حال ساخت است و قرار است در سال ۲۰۲۴ اکران شود. با این حال، هرگز توسط شرکت تصویر انیمیشن تأیید نشد که آیا این دنباله واقعاً اتفاق می‌افتد یا خیر.